# パパドル!
『パパドル!』は、2012年4月19日から6月28日まで、TBS系列の「木曜ドラマ9」枠で放送された日本のテレビドラマ。主演は錦戸亮。
制作発表時の仮タイトルは『パパはアイドル!』であり、『ママはアイドル!』（1987年4月期。中山美穂主演）を原案に、性別を入れ替えたリメイク作品である。実在の芸能人である関ジャニ∞の錦戸亮が一般人のシングルマザーと極秘婚をし、その裏で起こる騒動を描くものである。
関ジャニ∞メンバーをはじめとしたタレントが本人役で多数出演するほか、TBSの他の番組とのコラボレーションも行われている（例：本番組の後に放送される『ひみつの嵐ちゃん!』の映像が使用されているなど）。
2012年5月3日には「関ジャニ∞×ワケあり家族パパめっちゃ大変記」という題名で、ドラマ部分を一部差し込んだ1時間拡大のスペシャル版を放送した。

## 登場人物

### 花村家
錦戸 亮
演 - 錦戸亮
関ジャニ∞に所属しているアイドル。疲労がピークに達していたときコンビニで偶然遥と出会い、恋に落ちる。
花村 遥
演 - 優香
三人の母親。17歳のときに芽衣を身ごもり結婚するが、8年前に離婚しシングルマザーとなる。昼間は青果市場、夜はコンビニで働き家族を養っている。
花村 芽衣（16）
演 - 川島海荷
長女、東京都立波野高校1年生。家事など率先して行い母親には幸せになって欲しいと思い、結婚には賛成しているが「アイドルは信用できない」と、母と錦戸の結婚に反対する。
花村 悠斗（13）
演 - 今井悠貴
長男、萩原中学校1年生。独り言のように呟くような話し方をする。ネット依存症で人に興味がなく、アイドル錦戸に無関心な態度で接する。Twitterで赤裸々な花村家の毎日を投稿している。
花村 佳奈（9）
演 - 谷花音
次女、小学3年生。お洒落が大好きな女の子。大の嵐ファンで、中でも櫻井翔がお気に入り。歳の割りに大人びた発言をする事が多い。話したいことがあると相手の気持ちを考えず、自分が思っていることをそのままに発言する。芽衣が我慢して言えないことを代弁する。
花村 奈津
演 - 高畑淳子（特別出演）
遥の母親。石川遼の大ファン。誰が見ても健康なのに、重い病気だと思い込み寝込んでいる。娘が新しい恋に進んでくれたことを喜ぶ。錦戸と遥が保留していた二人の婚姻届を勝手に提出し、成立させてしまう。
花村 えいと
花村家が飼っている犬。名前の由来は「誕生日が8月8日だから」であり、関ジャニ∞（エイト）と因果関係はなく偶然である。

### ジャニーズ事務所
脇坂 正平
演 - えなりかずき
関ジャニ∞の現場マネージャー兼運転手。他人が驚くほど、常に失敗し仕事が出来ない。現場の空気が読めず全く反省する気がない。関ジャニ∞メンバーには「ワッキー」と呼ばれている。
間宮 義春
演 - 八嶋智人
関ジャニ∞のグループマネージャー。デビュー当時から支えてきたスタッフで関ジャニを世界でNo.1のアイドルに育てるのが夢である。
朝比奈 元子
演 - 財前直見
関ジャニ∞のチーフマネージャー。ただならぬオーラを放ち相手を威圧する。勝手に結婚した錦戸にペナルティとして、3ヶ月の猶予を与えた上で「ジャニーズ事務所からの離脱」または「離婚」、どちらか選ぶよう迫る。関ジャニ∞メンバーには裏で「ゲンコ」と呼ばれている。

### 関ジャニ∞
錦戸が所属するグループ。
横山 裕
演 - 横山裕
渋谷 すばる
演 - 渋谷すばる
村上 信五
演 - 村上信五
丸山 隆平
演 - 丸山隆平
安田 章大
演 - 安田章大
大倉 忠義
演 - 大倉忠義

### ファイヤーレスキュー119
錦戸が主演を務めているスペシャルドラマ。7月期の連続ドラマに決まる。
早川 タク
演 - 鈴木亮平
ドラマ共演者。特別扱いされている錦戸に苛立ちを見せる。
岡本 なゆみ
演 - 高梨臨
ドラマ共演者。錦戸との熱愛が噂される人気若手女優。典子の命令で錦戸との交際を捏造し、売名に利用する。
竹富 典子
演 - 島谷ひとみ
早川、岡本の現場マネージャー。仕事が出来るキャリア志向の高い女性である。なゆみを売り込むため、錦戸とのスキャンダルを演出する。

### 東京都立波野高校
江口 美緒
演 - 後藤郁
芽衣のクラスメイトであり、親友。明るい性格。
新井 ひかる
演 - 古畑星夏
同じく芽衣のクラスメイトで親友。真面目でおとなしい。
矢崎 大地
演 - 白又敦
芽衣のクラスメイトで、学校一のアイドル。芽衣に彼氏だと思わせていたが、チエミ（新川優愛）と付き合っていた。

### その他
多田 弘道
演 - 山田親太朗
スクープを狙うカメラマン。なゆみとの熱愛で注目される錦戸を追う一方で、彼が何かを隠しているのではないかと疑いを持つ。
苅谷 隆博
演 - 佐藤二朗
刈谷医院院長。奈津の主治医。遥に想いを寄せており、勝手に妄想し両想いだと勘違いしている。
岡島 充
演 - 城島茂（TOKIO）（応援）
元アイドル、「串焼みつる」店主。「銀河隊 GALAXY」というユニット名でジャニーズ事務所に所属していた。女性問題で解雇される。
岡島 大輔
演 - 松本聖海
充の息子。父親のように歌って踊れるアイドルを目指している。
佐倉 鉄平
演 - 塚本高史（第7話・第8話）
花村家3人の父親。女性と関係を持ち、家を出て行く。シンガポールで水の宅配業を立ち上げ、新しい商談のため、日本に一時帰国する。

### ゲスト
各話毎に有名人が本人出演する。☆はTBSアナウンサー。

#### 第1話
大野智、櫻井翔（嵐）
関ジャニ∞の錦戸と横山がゲスト出演するテレビ番組『ひみつの嵐ちゃん!』の司会者。
堤幸彦
関ジャニ∞が出演する映画『エイトレンジャー』の監督。

#### 第2話
笑福亭鶴瓶、本田翼
錦戸がゲスト出演するテレビ番組『A-Studio』の司会者。
さかなクン
錦戸が佳奈のためにサプライズを計画するゲスト。
川越達也
お姫様ケーキ本日100個目記念 プレゼンターゲスト。
松崎しげる
錦戸発案サプライズパーティ歌ゲスト。

#### 第3話
恵俊彰（ホンジャマカ）、枡田絵理奈（☆）、八代英輝（最終話） / 田中みな実（☆ / 最終話）
錦戸が連続ドラマ『ファイヤーレスキュー119』の番組宣伝で出演する情報番組『ひるおび!』の司会者。 / 中継アナウンサー。
有田哲平（くりぃむしちゅー）、マツコ・デラックス
錦戸がVTR出演するテレビ番組『有田とマツコと男と女』の司会者。
上田浩二郎、岩崎一則（Hi-Hi）
錦戸が主演する連続ドラマ『ファイヤーレスキュー119』の番組宣伝を担当する。

#### 第4話
石川さゆり
『SONG FROM GENERATION』歌ゲスト。番組内で新曲「浜唄」、ヒット曲「天城越え」を唄っている最中にトラブルが起きる。
佐藤充宏 / 花柳糸之社中
『SONG FROM GENERATION』司会者。 / 石川さゆりのバックダンサー。
薬丸裕英、岡江久美子、杉浦太陽、竹内香苗（☆）
情報番組『はなまるマーケット』。「はなまるカフェ」のコーナーで錦戸がゲスト出演する。
高野貴裕（☆） / 西尾季隆、さがね正裕（X-GUN）
テレビ番組『関ジャニエイトのカモンエイター』司会。 / プレゼンター。
TETSU（Bugs Under Groove）
錦戸の依頼で大輔、悠斗にダンスを教える。
マーティン・スコセッシ（写真）
ハリウッド映画監督。日本小説作品の映像化で日本人俳優を探していた。錦戸がオーディションを受けられるよう間宮が監督側に売り込む。

#### 第5話
山里亮太（南海キャンディーズ）
錦戸がゲスト出演するTBSラジオ番組『水曜JUNK 山里亮太の不毛な議論』パーソナリティ。

#### 第6話
佐々木蔵之介
連続ドラマ『ハンチョウ5〜警視庁安積班〜』で主演を務める俳優。

#### 第7話
八十島弘行、ツネ（2700）
テレビ番組『関ジャニエイトのカモンエイター』ゲスト。

#### 第9話
たくや、かずや（ザ・たっち）
テレビ番組『関ジャニエイトのカモンエイター』ゲスト。

## スタッフ
- 脚本：金子ありさ、大島里美
- 脚本協力：政池洋佑（第8話）
- 原案：吉本昌弘
- 音楽：延近輝之
- 主題歌：関ジャニ∞「愛でした。」 （インペリアルレコード）[5] - 劇中内、錦戸主演ドラマ『ファイヤーレスキュー119』主題歌。
- 音楽コーディネート：溝口大悟、久世烈
- 選曲 - 御園雅也
- タイトルバック：小林恵美
- CG：邑瀬晃浩、田崎正一
- 医療指導：布施友里恵
- ドッグトレーナー：横浜山口ドッグスクール
- ダンス振付 / ミュージカル：TETSUHARU、島村緒里江
- 振付：花柳糸之、tadako
- ダンス指導：George、島田久経（ツーメンズダンススタジオ）
- カースタント：高橋レーシング
- 演出：坪井敏雄、渡瀬暁彦、金子文紀
- 演出補：加藤尚樹、阿南昭宏、伊東恵司、大宮いろは
- プロデュース：加藤章一、佐藤敦司
- プロデュース補：高野英治、大高さえ子
- 撮影協力：東京消防庁
- 製作著作：ドリマックス・テレビジョン、TBS

## 放送日程
| 話数                                            | 放送日        | サブタイトル                                                              | 脚本                | 演出              | 視聴率 |
| ----------------------------------------------- | ------------- | ------------------------------------------------------------------------- | ------------------- | ----------------- | ------ |
| 第1ドル                                         | 2012年4月19日 | 錦戸亮極秘結婚!? まさかの事後報告でアイドルが子持ちのパパに! バレたら引退 | 金子ありさ          | 坪井敏雄          | 11.6%  |
| 第2ドル                                         | 2012年4月26日 | アイドルと一つ屋根の下!?波乱の同居                                        | 金子ありさ          | 坪井敏雄          | 8.1%   |
| 第3ドル                                         | 2012年5月10日 | 密会写真で二股発覚!?嵐の夫婦喧嘩!                                         | 大島里美            | 渡瀬暁彦          | 8.1%   |
| 第4ドル                                         | 2012年5月17日 | 愛する息子の為…石川さゆりと激突!?                                         | 金子ありさ          | 坪井敏雄          | 8.0%   |
| 第5ドル                                         | 2012年5月24日 | 錦戸引退か!?離婚か…涙と感動の決断                                         | 金子ありさ          | 金子文紀          | 7.1%   |
| 第6ドル                                         | 2012年5月31日 | 初キス!?娘の初恋でパパ最悪の危機!?                                        | 大島里美            | 渡瀬暁彦          | 7.6%   |
| 第7ドル                                         | 2012年6月7日  | 元パパVS錦戸パパ!?同居で大ピンチ!                                         | 金子ありさ          | 坪井敏雄          | 8.1%   |
| 第8ドル                                         | 2012年6月14日 | パパの涙別居ですれ違う家族のこころ                                        | 大島里美            | 渡瀬暁彦          | 6.7%   |
| 第9ドル                                         | 2012年6月21日 | 最終章!アイドルが引退を決意する時                                         | 金子ありさ          | 渡瀬暁彦          | 7.6%   |
| ラスドル                                        | 2012年6月28日 | 愛する人に史上最強のプロポーズ!!                                          | 金子ありさ          | 坪井敏雄          | 7.9%   |
| 平均視聴率 8.2%（視聴率はビデオリサーチ社調べ） |               |                                                                           |                     |                   |        |
| 特別ドル                                        | 2012年5月3日  | 関ジャニ∞×ワケあり家族 パパめっちゃ大変記                                 | 金子ありさ 政池洋佑 | 坪井敏雄 渡瀬暁彦 | 8.6%   |

## コラボレーション
- 第1ドル
  - ひみつの嵐ちゃん!
  - 映画 エイトレンジャー∞
- 第2ドル
  - TV LIFE / 撮影：花井透
  - A-Studio
- 第3ドル
  - ひるおび!（ラスドル）
  - 有田とマツコと男と女
- 第4ドル
  - はなまるマーケット
  - ザ・テレビジョン
- 第5ドル
  - 山里亮太の不毛な議論
- 第6ドル
  - ハンチョウ5〜警視庁安積班〜
- 第7ドル
  - Power Purin